# 寶清
寶清（？—？），满洲镶蓝旗人，清朝政治人物、监生出身。
道光二十年十二月二十三，由山东济东泰武临道道员升任廣西按察使。道光二十五年二月二十三（1845年3月30日），升任甘肃布政使。